# I Don't Wanna Lose You
I Don't Wanna Lose You, conosciuta anche come True love, è un singolo della cantante statunitense naturalizzata svizzera Tina Turner.
Fu estratto come singolo dall'album della Turner Foreign Affair pubblicato nel 1989. Raggiunse l'ottava posizione sia della classifica dei singoli britannica che della classifica Adult Contemporary negli Stati Uniti. Nel singolo è incluso un brano non presente nell'album, Stronger Than the Wind.

## Tracce
Singolo CD
1. I Don't Wanna Lose You – 4:20
2. Not Enough Romance – 4:04

Singolo CD maxi
1. I Don't Wanna Lose You – 4:20
2. Stronger Than the Wind
3. Not Enough Romance – 4:04
4. We Don't Need Another Hero

## Classifiche
| Classifica (1989) | Posizione massima |
| ----------------- | ----------------- |
| Regno Unito       | 8                 |
| Stati Uniti AC    | 8                 |
| Irlanda           | 16                |
| Polonia           | 18                |
| Austria           | 20                |
| Paesi Bassi       | 24                |
| Svizzera          | 30                |
| Germania          | 38                |
| Australia         | 53                |